# Nansen Refugee Award
Ne doit pas être confondu avec Prix Nansen.
Le Nansen Refugee Award ou Médaille Nansen est un prix attribué par le Haut Commissariat des Nations unies pour les réfugiés afin de récompenser les individus ou les associations ayant œuvré en faveur des populations déplacées.

Le prix est ainsi nommé en l'honneur de l'explorateur Fridtjof Nansen qui créa le premier comité pour les réfugiés et les populations déplacées auprès de la Société des Nations.
Le prix est attribué depuis 1954 et depuis 1979 il est accompagné d'une récompense monétaire (100 000 $ en 2005) en plus de la médaille.
Outre des individus et des associations, on peut remarquer que le Canada est le seul pays à avoir nommément reçu le prix.

## Liste des lauréats
| Date | Lauréat(s)                                                                                              | Nationalité                                        | Travaux récompensés |
| ---- | --- | -------------------------------------------------- | --- |
| 1954 | Eleanor Roosevelt                                                                                       | États-Unis                                         | Pour son long combat universel pour la liberté de parole et de religion. |
| 1955 | Juliana des Pays-Bas                                                                                    | Pays-Bas                                           | Pour sa promotion de l'aide internationale aux réfugiés. |
| 1956 | Dorothy Houghton Gerrit Jan van Heuven Goedhart (posthume)                                              | États-Unis Pays-Bas                                | Pour son travail en faveur du lancement d'agences volontaires pour les réfugiés. Pour son travail en tant que premier Haut-Commissaire pour les réfugiés. |
| 1957 | Les sociétés de la Croix-Rouge                                                                          |                                                    | Pour son aide aux réfugiés des désastres naturels et humains. |
| 1958 | David Hoggett Pierre Jacobsen (posthume)                                                                | Royaume-Uni France                                 | Humanitaire pacifiste qui fut paralysé lors d'une chute en construisant des logements pour les réfugiés en Autriche. Médaille acceptée au nom de tous les volontaires. Pour son travail pour le règlement international des migrations de réfugiés et de migrants. |
| 1959 | Oskar Helmer                                                                                            | Autriche                                           | Alors Ministre de l'Intérieur, il laissa entrer dans son pays les réfugiés qui fuyaient la Hongrie en 1956 sans condition de nombre ou de durée. |
| 1960 | Christopher Chataway Colin Jones Trevor Philpott Tim Raison                                             | Royaume-Uni                                        | Pour leur travail lors de l'Année Mondiale des Réfugiés en 1959. |
| 1961 | Olav V de Norvège                                                                                       | Norvège                                            | Qui a permis à son pays d'être à la pointe de la recherche de solutions durables pour les réfugiés. |
| 1962 | Tasman Heyes                                                                                            | Australie                                          | Pour son travail à la tête du Département de l'Immigration. |
| 1963 | Le Conseil International des Agences de Volontaires                                                     |                                                    | En reconnaissance du travail des volontaires, agences et individus, en faveur des réfugiés. |
| 1964 | Anne May Curwen François Preziosi (posthume) Jean Plicque (posthume)                                    | Royaume-Uni Italie France                          | Fondatrice et présidente du Conseil britannique pour l'aide aux réfugiés. Assassinés en essayant de protéger des réfugiés rwandais dans la région du Kivu. |
| 1965 | Lucie Chevalley Ana Rosa Schlipper de Martinez Guerrero (posthume)                                      | France Argentine                                   | Fondatrice du Service social d'aide aux émigrants. Fondatrice de l' Association des femmes d'Argentine et présidente de l' Association pour la protection des réfugiés en Argentine. |
| 1966 | Jørgen Nørredam (posthume)                                                                              | Danemark                                           | Représentant de la Croix Rouge en Afrique, mort dans un accident d'avion en Tanzanie. |
| 1967 | Bernhard zur Lippe Biesterfeld                                                                          | Pays-Bas                                           | Pour avoir gardé la tradition humanitariste de la famille royale et pour avoir lancé une campagne de dons en Europe et en Australie en faveur des réfugiés d'Afrique et d'Asie. |
| 1968 | Bernard Arcens Charles Jordan (posthume)                                                                | Sénégal États-Unis                                 | Pour son travail en faveur des réfugiés de Guinée-Bissau en Casamance. Président du Conseil Internationale des Agences de Volontaires. |
| 1969 | Princep Shah du Népal                                                                                   | Népal                                              | Fondatrice et présidente de la Croix-Rouge népalaise. Pour son aide en faveur des réfugiés tibétains. |
| 1970 | non attribué                                                                                            |                                                    | |
| 1971 | non attribué                                                                                            |                                                    | |
| 1972 | Svana Fridriksdottir                                                                                    | Islande                                            | Pour sa campagne de dons dans les pays nordiques en faveur des réfugiés africains. |
| 1973 | non attribué                                                                                            |                                                    | |
| 1974 | Helmut Frenz                                                                                            | Chili / Allemagne                                  | Président du Comité national chilien pour l'aide aux réfugiés. |
| 1975 | James J. Norris (en) (posthume)                                                                         | États-Unis                                         | Pour avoir œuvré à des programmes d'aide aux réfugiés à travers le monde. |
| 1976 | Olav Hodne Marie-Louise Bertschinger (posthume)                                                         | Norvège Suisse                                     | Pour son travail au Service des réfugiés de Cooch-Behar lors du conflit entre l'Inde et le Pakistan. Tuée lors de son travail volontaire auprès des réfugiés en Éthiopie. |
| 1977 | Le Croissant Rouge malaisien (en)                                                                       | Malaisie                                           | Pour son travail en faveur des réfugiés d'Indochine. |
| 1978 | Seretse Khama                                                                                           | Botswana                                           | Pour son travail en faveur des réfugiés victimes de discriminations raciales et d'autres formes de persécution. |
| 1979 | Valéry Giscard d'Estaing                                                                                | France                                             | Pour le rôle de la France en faveur des réfugiés et au soutien de la France aux causes humanitaires ainsi que sa généreuse politique d'asile. |
| 1980 | Maryluz Schloeter Paredes                                                                               | Venezuela                                          | Pour son rôle à la tête du Service Social International du Venezuela. |
| 1981 | Paul Cullen                                                                                             | Australie                                          | Pour son rôle à la tête de l'Austcare. |
| 1982 | Sonja Haraldsen                                                                                         | Norvège                                            | Pour son travail de sensibilisation en Norvège auprès des réfugiés ainsi que son travail dans les camps de réfugiés à la frontière thaï-cambodgienne. |
| 1983 | Julius Nyerere                                                                                          | Tanzanie                                           | Pour la politique tanzanienne en faveur des réfugiés et de leur bien-être. |
| 1984 | Lewis Hiller Jeff Kass Gregg Turay                                                                      | États-Unis                                         | Pour leur rôle dans le sauvetage de 85 boat people en 1983. |
| 1985 | Paulo Evaristo Arns                                                                                     | Brésil                                             | Pour la mise en place de commissions au Brésil et dans d'autres pays d'Amérique latine pour promouvoir la défense des victimes d'oppression ainsi que des réfugiés. |
| 1986 | Le peuple du Canada                                                                                     | Canada                                             | En reconnaissance du rôle constant et essentiel du Canada en faveur des réfugiés dans le pays et à travers le monde. |
| 1987 | Juan Carlos Ier d'Espagne                                                                               | Espagne                                            | Pour son esprit humanitaire et son rôle en faveur des réfugiés. |
| 1988 | Syed Munir Husain                                                                                       | Pakistan                                           | Pour son travail à la tête du Ministère des régions frontalières et des États du Pakistan. |
| 1989 | non attribué                                                                                            |                                                    | |
| 1990 | non attribué                                                                                            |                                                    | |
| 1991 | Libertina Appolus Amathila Paul Weis                                                                    | Namibie Autriche/ Royaume-Uni                      | Pour son aide médicale durant vingt ans dans des camps de réfugiés en Namibie. Rescapé d'un camp de concentration, premier président du service de protection de l'HCR. |
| 1992 | Richard von Weizsäcker                                                                                  | Allemagne                                          | Pour son travail de sensibilisation en Allemagne en faveur des causes du déplacement de populations. Sous son mandat, l'Allemagne devint une nation influente en faveur des populations défavorisées. |
| 1993 | Médecins sans frontières                                                                                |                                                    | Pour son travail en faveur de l'aide médicale aux réfugiés et aux victimes de guerres. |
| 1994 | non attribué                                                                                            |                                                    | |
| 1995 | Graça Machel                                                                                            | Mozambique                                         | Pour son œuvre de réconciliation dans son pays ainsi que pour son rôle humanitaire en faveur des enfants réfugiés. |
| 1996 | Handicap International                                                                                  |                                                    | Pour son travail d'allègement de la souffrance des victimes de mine anti-personnelle en apportant des prothèses à plus de 150 000 amputés, le plus souvent des réfugiés et des populations déplacées. |
| 1997 | Joannes Klas                                                                                            | États-Unis                                         | Pour son travail au sein des Sœurs de Saint-Francis en faveur des réfugiés du Guatemala. |
| 1998 | Mustafa Dzhemilev                                                                                       | Ukraine                                            | Pour son travail en faveur du retour des Tatars de Crimée. |
| 1999 | non attribué                                                                                            |                                                    | |
| 2000 | Jelena Silajdzic Miguel Angel Estrella Volontaires des Nations unies Lao Mong Hay Paulos Gebre Yohannes | Bosnie-Herzégovine Argentine ONU Cambodge Éthiopie | Organisatrice de festivals culturels de sensibilisation à la cause des réfugiés. Organisateur du festival humanitaire international Musique Espérance. Pour leur rôle essentiel au sein des opérations de l'HCR. Directeur de l'Institut Khmer Rouge pour la Démocratie. Patriarche de l'Église orthodoxe d'Éthiopie pour son soutien aux personnes déplacées en Éthiopie. |
| 2001 | Luciano Pavarotti                                                                                       | Italie                                             | Pour ses efforts en faveur de la visibilité de la cause des réfugiés. |
| 2002 | Arne Rinnan et l'ensemble du MV Tampa                                                                   | Norvège                                            | Pour avoir secouru 483 boat people. |
| 2003 | Annalena Tonelli                                                                                        | Italie                                             | Pour son travail en faveur des réfugiés de la Corne de l'Afrique. |
| 2004 | Memorial                                                                                                | Russie                                             | Pour son aide en faveur des réfugiés en Russie. |
| 2005 | Marguerite Barankitse                                                                                   | Burundi                                            | Pour son travail en faveur des enfants victimes de la guerre, de la pauvreté et de la famine. |
| 2006 | Akio Kanai                                                                                              | Japon                                              | Pour son travail d'optométriste auprès des réfugiés. |
| 2007 | Katrine Camilleri                                                                                       | Malte                                              | Pour son travail au sein du Service Jésuite aux Réfugiés. |
| 2008 | Chris Clark et l'équipe du programme des Nations unies de déminage au sud Liban                         | Royaume-Uni ONU                                    | Pour leur travail de déminage et d'avoir permis le retour d'un million de réfugiés. |
| 2009 | Edward Kennedy                                                                                          | États-Unis                                         | Pour son soutien sans failles à la protection et à l'assistance aux réfugiés. |
| 2010 | Alixandra Fazzina                                                                                       | Royaume-Uni                                        | Pour son travail de photographe témoignant des conséquences des guerres notamment en Afrique. |
| 2011 | Nasser Salim Ali Al-Hamairy la Société pour la solidarité humanitaire                                   | Yémen                                              | En reconnaissance de son aide humanitaire à travers son organisation pour aider les boat people échouant au Yémen depuis la Corne de l'Afrique. |
| 2012 | Hawa Aden Mohamed                                                                                       | Somalie                                            | Pour son travail en faveur du retour des réfugiés en Somalie et plus particulièrement de l'insertion des femmes dans le monde du travail et l'économie. Elle est récompensée également en reconnaissance de la fondation du Centre d’Éducation Galkayo pour la Paix et le Développement.                                                                                   |
| 2013 | Angélique Namaika                                                                                       | République démocratique du Congo                   | Pour son travail à Dungu, depuis dix ans, auprès des femmes et des filles réfugiées, rescapées des violences, et pour son approche individuelle des victimes. |
| 2014 | Butterflies with New Wings Building a Future (Butterflies)                                              | Colombie                                           | Association de femmes déplacées de force en Colombie qui viennent en aide à des déplacés et à des victimes de violences sexuelles. |
| 2015 | Aqeela Asifi                                                                                            | Afghanistan                                        | Une enseignante réfugiée afghane au Pakistan qui vient en aide à l'éducation de jeunes filles réfugiées. |
| 2016 | Hellenic Rescue Team Efi Latsoudi                                                                       | Grèce                                              | Pour leur aide sans failles aux réfugiés arrivant en Grèce lors de Crise migratoire en Europe. |
| 2017 | Zannah Mustapha                                                                                         | Nigeria                                            | Pour son travail en faveur de l'ouverture d'écoles dans le Nord-Est du Nigéria. |
| 2018 | Dr Evan Atar Adaha                                                                                      | Soudan du Sud                                      | Pour son engagement datant de 20 ans, dans la prestation de services médicaux aux personnes contraintes de fuir le conflit et les persécutions au Soudan et au Soudan du Sud. |

## Sources
Site officiel de la Médaille Nansen